# ウラロチカ・エカテリンブルク
ウラロチカ（Uralochka-NTMK）は、ロシア・スヴェルドロフスク州を本拠地とする女子バレーボールクラブ。

## 歴史
ウラロチカは1966年に輸送用機器工場、J.M.Sverdlov （現Uraltransmash）によって創設された。創設された年に、ソビエト選手権に出場した。1969年にニコライ・カルポリが監督に就任すると、オリンピック、世界選手権、欧州選手権などの主要な国際大会で多くの優勝を果たした。

## 主な成績
ソ連リーグ／ ロシアリーグ
- 優勝：1978、1979、1980、1981、1982、1986、1987、1988、1989、1990、1991、1992、1993、1994、1995、1996、1997、1998、1999、2000、2001、2002、2003、2004、2005

 ソ連カップ／ ロシアカップ
- 優勝：1986、1987、1989

 欧州チャンピオンズリーグ
- 優勝：1981、1982、1983、1987、1989、1990、1994、1995

## 歴代所属選手
- エカテリーナ・ガモワ
- エフゲーニャ・アルタモノワ
- リュボフ・シャチコワ
- エレーナ・ゴーディナ
- エリザベータ・ティーシェンコ
- エレーナ・ザルビナ
- タチアナ・ゴルシュコワ
- エレーナ・チューリナ
- オルガ・ポタショーワ
- ナタリヤ・サフローノワ
- イリナ・テベニヒナ
- ナターリヤ・モロゾワ
- ビクトリア・チャプリナ
- イリーナ・ザリャジュコ
- エカテリーナ・エニナ
- ミア・イエルコフ
- ユミルカ・ルイス
- ヤイマ・オルティス
- ロシル・カルデロン
- ナンシー・カリーヨ
- ストラーシミラ・フィリポヴァ
- ヤナ・クラン